# Посхла
Посхла (пол. Poschła) — село в Польщі, у гміні Парисув Ґарволінського повіту Мазовецького воєводства.
Населення — 149 осіб (2011).
У 1975-1998 роках село належало до Седлецького воєводства.

## Демографія
Демографічна структура станом на 31 березня 2011 року:
|          | Загалом | Допрацездатний вік | Працездатний вік | Постпрацездатний вік |
| -------- | ------- | ------------------ | ---------------- | -------------------- |
| Чоловіки | 74      | 18                 | 48               | 8                    |
| Жінки    | 75      | 14                 | 47               | 14                   |
| Разом    | 149     | 32                 | 95               | 22                   |